# そよ風にキッス
「そよ風にキッス」（そよかぜにキッス、What's In A Kiss）は、ギルバート・オサリバンが1980年8月に発表したシングル楽曲。10月に発表されたアルバム『オフ・センター』（別名：『プライベート・タイムズ』）からの先行シングルであった。後には、原題の音写である「ホワッツ・イン・ア・キス」という曲名で、ベスト・アルバムなどに収録されている。
1970年代前半にヒットを連発したオサリバンにとって、5年ぶりに全英シングルチャートに入ったカムバック・ヒット曲であり、全英トップ20入りを果たした最後のシングルである。
シングルは世界各地でリリースされ、B面には「ダウン・ダウン・ダウン (Down, Down, Down)」が収められたが、日本盤では「僕だけのメロディ (I Love It But)」がB面曲とされた。
「そよ風にキッス」は、オリジナル・バージョンとは異なる別テイクの「アナザー・ヴァージョン (Another version)」と称される音源も発表されており、いずれも日本で1992年にリリースされた、ベスト・アルバム『Tomorrow, Today ギルバート・オサリバン・ベスト・オブ・ベスト』に「ホワッツ・イン・ア・キス（アナザー・ヴァージョン）」として、また、レア・トラック・アルバム『レア・トラックス』に「そよ風にキッス〔アナザー・ヴァージョン〕」として収録されている。
オサリバンの曲「トゥモロウ・トゥデイ」を主題歌にして、1992年春に放映された日本のテレビドラマ『あの日の僕をさがして』は、挿入歌として「フー・ワズ・イット」とともに「ホワッツ・イン・ア・キス（そよ風にキッス）」を挿入歌として使用していた。